# Il terribile ispettore
Il terribile ispettore è un film del 1969 diretto da Mario Amendola. È il primo film da protagonista di Paolo Villaggio dopo le esperienze di cabaret.

## Trama
Paolo De Angelis, semplice portantino in un ospedale, si fa cacciare per la pretesa che egli ha di assumere gli atteggiamenti e svolgere le attività proprie dei medici.
La sua ambizione di voler arrivare ad esercitare la professione nonostante sia privo di diplomi e naturalmente della laurea, lo spinge anche, contro il parere della giovane fidanzata, a ricercare nuove strade e mezzi per entrare nell'ambiente. Con la sua faccia tosta e inventando bugie, entra nella direzione della mutua dopo aver fatto fare, di nascosto, una copia fotostatica di un certificato di laurea di un suo omonimo.
Assunto come medico di controllo egli si fa notare per la sua intransigente onestà che lo fa salire nella considerazione della direzione centrale. Scoperta una truffa del suo direttore superiore ai danni della mutua, con abile stratagemma si appropria di una forte somma, frutto dell'imbroglio e quindi denuncia il medico alla direzione, che lo allontana dal posto mentre a lui viene concesso un lauto premio per il silenzio.
Non ancora contento del traguardo e sempre più spinto da arrivismo,  conosce un onorevole, entra nella direzione del suo partito e si presenta candidato alle elezioni. Scoperta la sua falsa posizione dal vero dottor De Angelis, questi viene zittito dalla direzione per evitare uno scandalo mentre Paolo sposa la brutta figlia di un industriale che potrà aiutarlo nella sua ascesa.

## Critica
Il film mette in risalto la malasanità italiana, con un'attualità quasi disarmante, dove chiunque può prendere decisioni senza nemmeno avere le conoscenze minime. Ma anche gli intrallazzi politici che permettono la prosecuzione dell'attività di un malfattore piuttosto che subire un danno di immagine.